# زر (حوسبة)

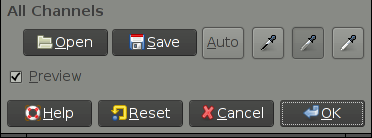
أنواع مختلفة من الأمفتاحار في جتك+

في علم الحوسبة، الزر (بالإنجليزية: Button)‏ (يطلق عليه أحياناً زر أمر (بالإنجليزية: Command Button)‏ أو زر ضغط (بالإنجليزية: Push Button)‏) هو إحدى عناصر واجهة المستخدم، يقدم للمستخدم وسيلة سهلة لإطلاق أو تشغيل حدثٍ ما، مثل البحث عن طلب في محرك بحث، أو التفاعل مع صندوق حواري مثل تأكيد فعلٍ ما.

## نظرة عامة
المفتاح النموذجي هو مستطيل أو مستطيل دائري، مع تعليق وصفي في وسطه. الطريقة الأكثر شيوعًا للضغط على مفتاح هي النقر عليه بمؤشر يتحكم فيه الماوس، ولكن يمكن استخدام مدخلات أخرى مثل ضغطات المفاتيح لتنفيذ أمر المفتاح، ومع ذلك لا يقتصر المفتاح دائمًا على شكل مستطيل، المطلب الوحيد لتفاعل المفتاح هو أنه يمكن للمستخدم تنفيذ أمر من خلال إجراء نقرة، وبالتالي يمكن برمجة الصور كأمفتاحار، عند الضغط عليها، بالإضافة إلى أداء مهمة محددة مسبقًا، غالبًا ما تخضع الأمفتاحار لتغيير رسومي لتقليد مفتاح ميكانيكي يتم الضغط عليه.
قد يتم تعيين الأمفتاحار للضغط عليها مرة واحدة فقط وتنفيذ الأمر، في حين يمكن استخدام الأمفتاحار الأخرى لتلقي تغذية فورية وقد تتطلب من المستخدم النقر أكثر من مرة للحصول على النتيجة المرجوة، تم تصميم الأمفتاحار الأخرى لتبديل السلوك بين التشغيل والإيقاف مثل مربع الاختيار. ستعرض هذه الأمفتاحار دليلًا رسوميًا (مثل الاستمرار في الضغط بعد تحرير الماوس) للإشارة إلى حالة الخيار.
غالبًا ما يعرض المفتاح تلميحًا عندما يحرك المستخدم المؤشر فوقه. يعمل التلميح كوثائق مضمنة تشرح بإيجاز الغرض من المفتاح.
بعض التجسيدات الشائعة جدًا لأداة المفتاح هي:
- "مفتاح "موافق" لتأكيد الإجراءات وإغلاق النوافذ
- «مفتاح إلغاء» لإلغاء الإجراءات وإغلاق نافذة
- «مفتاح تطبيق» لتأكيد الإجراءات دون إغلاق النافذة
- «مفتاح إغلاق» لإغلاق النوافذ بعد تطبيق التغييرات بالفعل